# Reamateurisierung
Reamateurisierung ist die Wiederanerkennung als Amateur. Bis zur Freigabe der Amateurbestimmungen bei den Olympischen Spielen 1984 waren Sportler, die einmal zum Berufssportler erklärt worden sind, in der Regel vom Amateursport vollständig ausgeschlossen. Diese seit 1894 geltenden Bestimmungen wurden durch den Olympischen Kongress 1981 in Baden-Baden aufgehoben, gelten aber zum Beispiel im amerikanischen Collegesport bis heute. Hier wird jedoch zwischen der Erfahrung/Training als Profi (=Reamateurisierung unmöglich) und Bezahlung aus Vorvertrag (=Reamateurisierung möglich) sowie Wettkämpfe gegen Profis (z. B. im Rahmen der Olympiavorbereitung und der Olympischen Spiele = unschädlich für Amateurstatus) unterschieden.
In Sportarten mit Ablösesummen, wie z. B. Fußball, ist die Reamateurisierung vor allem im Hinblick auf das Karriereende pragmatisch geregelt, so schreibt das FIFA-Reglement vor, dass sich ein Berufsspieler frühestens 30 Tage nach seinem letzten Spiel als Berufsspieler wieder als Amateur registrieren lassen kann und dass bei einer Reamateurisierung keine Entschädigung (Ablösesumme) fällig ist. Wenn man dann jedoch innerhalb von 30 Monaten wieder Profi wird, wird doch wieder eine Ausbildungsentschädigung fällig.